# Ceylonthelphusa nana
Ceylonthelphusa nana  é uma espécie de caranguejo-de-água-doce endêmica ao Sri Lanka. De acordo com a IUCN, encontra-se em perigo crítico.